# Kuji
Kuji (japanska: 久慈市?, Kuji-shi) är en stad i Iwate prefektur i Japan. Staden fick stadsrättigheter 1954.